# Park Narodowy Kościuszki
Park Narodowy Kościuszki (ang. Kosciuszko National Park) – park narodowy w Australii, w stanie Nowa Południowa Walia.
Obejmuje najwyższe partie Alp Australijskich (Góry Śnieżne), leżące w południowej części Wielkich Gór Wododziałowych, z kulminacją na Górze Kościuszki (2228 m n.p.m.).
Atrakcję stanowi także ok. 60 jaskiń ozdobionych stalaktytami i ciepłe źródła. Piętrowość roślinna - lasy eukaliptusowe, obfitujące w drzewiaste paprocie, przechodzą w niskie, krzewiaste zarośla eukaliptusowe, które na wysokości 1700–1950 m n.p.m. zastępują formacje trawiaste, tzw. tussock; powyżej pola wiecznych śniegów. Faunę reprezentują: kangury olbrzymie, kangury górskie, wombaty, kolczatki, dziobaki, a z ptaków - emu, lirogony i liczne papugi.
W 1977 roku w obrębie parku utworzono rezerwat biosfery Kosciuszko Biosphere Reserve.